# Lisa Rolle-Gerth

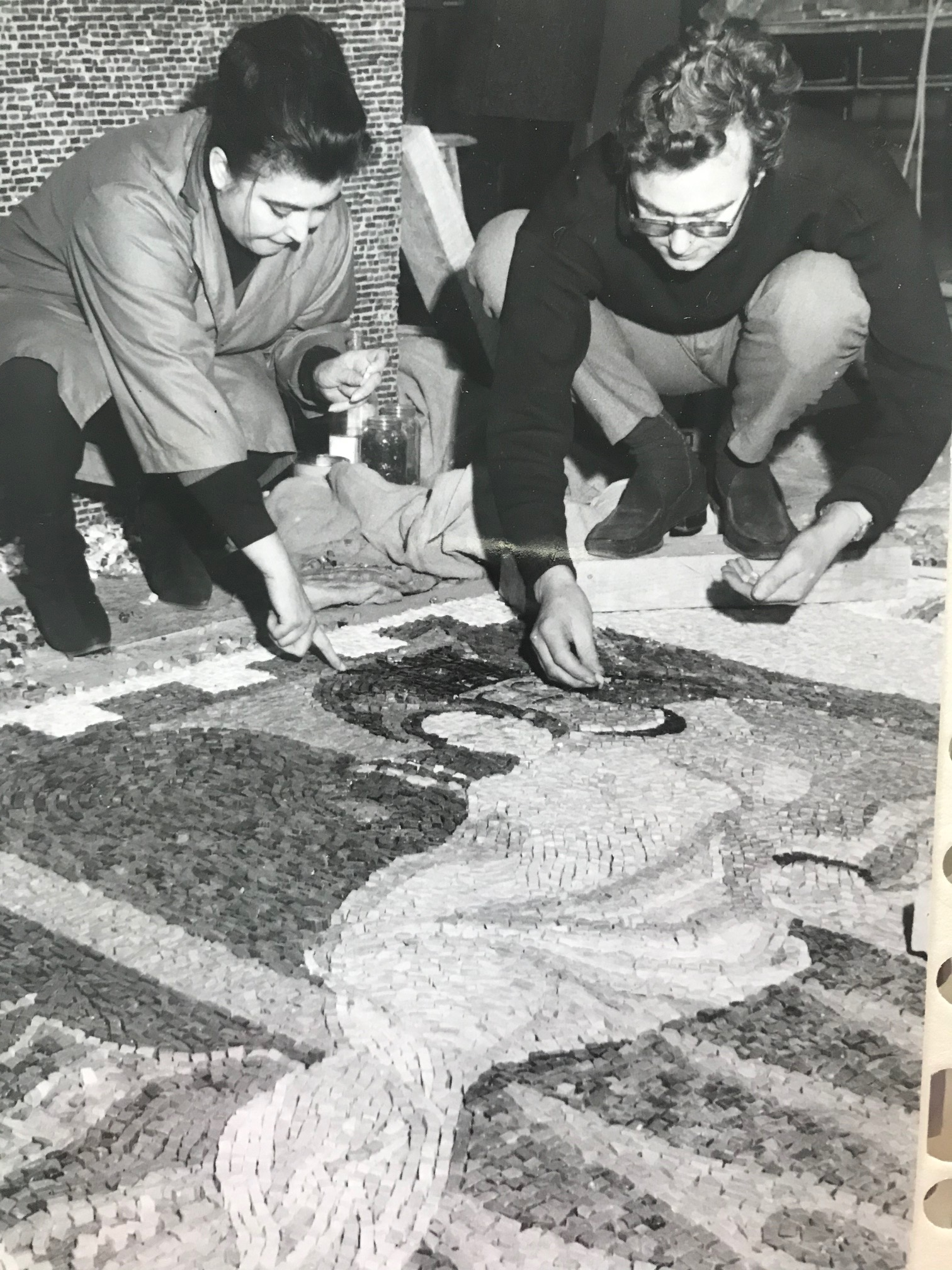
Lisa (links) en Nico Rolle met Mozaiek voor Buma

Lisa Rolle-Gerth (Hochpaleschken, Polen, 15 mei 1916 - Amsterdam, 1 maart 1985) was beeldhouwer, illustrator, tekenaar en schilder. Ook maakte ze mozaïeken.

## Leven
Ze groeide op in Berlijn en volgde daar vier jaar een opleiding aan de Kunstgewerbeschule, de academie voor beeldende kunsten in Berlijn. Na de oorlog besloot ze haar talent verder te ontwikkelen, ze schreef zich daartoe in bij de Rijksakademie van beeldende kunsten in Amsterdam. Ze voltooide de opleiding daar in 1958 en trouwde in 1959 met Nico Rolle, die ze op de Rijksakademie had leren kennen.

## Werk
Nadat haar man in 1966 bij De Telegraaf ging werken werd ook Rolle-Gerth vaste tekenares bij die krant. Ze begon als illustratief verslaggeefster in de rechtszaal. Later maakte zij tekeningen bij feuilletons en andere verhalen. Kenmerkend was dat zij de emotie die ze op dat moment voelde verbeeldde in haar werk.
Rolle-Gerth portretteerde ook musici. In 1968 maakte ze portretten van de leden van het Concertgebouworkest; dit werk werd in 1972 tentoongesteld in het Haags Gemeentemuseum. In 1970 portretteerde zij in levensgroot formaat bekende jazz-muzikanten. Zij maakte onder andere portretten van de musici Adriaan Bonsel, Danièle Dechenne, Ake Persson, Dave Pike, Leo Wright, Hans Rettenbacher, Fatty George, Fritz Pauer, Ack van Rooyen, Arthur Rubinstein, Bernard Haitink, Jean Decroos, Klaas Boon, Jo Juda en Brian Pollard.
De wandschilderingen in het Amsterdamse restaurant Die Port van Cleve, die zij in 1964 samen met haar man maakte, heeft ze in 1984 gerestaureerd.